# Voeltzkowia
Voeltzkowia är ett släkte av ödlor som ingår i familjen skinkar.
Arter enligt Catalogue of Life:
- Voeltzkowia fierinensis
- Voeltzkowia lineata
- Voeltzkowia mira
- Voeltzkowia petiti
- Voeltzkowia rubrocaudata

Enligt The Reptile Databas ingår V. fierinensis och V. lineata i släktet Grandidierina.